# Tom Udall
Thomas Stewart Udall (Tucson (Arizona), 18 mei 1948) is een Amerikaans politicus. Hij was een Democratisch senator namens de staat New Mexico van 2009-2021. In het verleden heeft hij ook zitting gehad in het Huis van Afgevaardigden.
Op 16 juli 2021 werd hij door President Joe Biden genomineerd om ambassadeur voor Nieuw-Zeeland en Samoa te worden, waarvoor hij op 26 oktober werd goedgekeurd door de Senaat.
Udall studeerde aan rechten aan Prescott College, maar behaalde in 1975 zijn bachelor aan de Universiteit van Cambridge. Zijn Juris Doctor behaalde hij in 1977 aan de University of New Mexico. Daarna was hij klerk bij het Hof van Beroep. Later werd hij partner in een advocatenkantoor.
De senator is de zoon van Stewart Lee Udall, die van 1961 tot 1969 minister van Binnenlandse Zaken was. Zijn oom Morris Udall was ook lid van het Huis van Afgevaardigden. Mark Udall, een andere neef, is ook politicus.
Udall is getrouwd met Jill Cooper. Zij zijn lid van de Kerk van Jezus Christus van de Heiligen der Laatste Dagen.

## Politieke carrière
In de jaren tachtig stelde Udall zich al twee keer verkiesbaar voor het Huis van Afgevaardigden, maar werd beide keren niet gekozen. Van 1991 tot 1999 was hij procureur-generaal. Een derde poging om gekozen te worden voor het Huis van Afgevaardigden lukte wel in 1999.
In november 2008 kondigde toenmalig senator Pete Domenici aan dat hij zich niet meer verkiesbaar zou stellen. Vanuit het Democratische kamp was Udall de enige kandidaat om hem op te volgen. Door zijn Republikeinse tegenstander ruim te verslaan kwam hij in de senaat terecht.
Alabama: Tuberville (R) · Britt (R)
Alaska: Murkowski (R) · Sullivan (R)
Arizona: Kelly (D) · Gallego (D)
Arkansas: Boozman (R) · Cotton (R)
Californië: Padilla (D) · Schiff (D)
Colorado: Bennet (D) · Hickenlooper (D)
Connecticut: Blumenthal (D) · Murphy (D)
Delaware: Coons (D) · Blunt Rochester (D)
Florida: R. Scott (R) · Moody (R)
Georgia: Ossoff (D) · Warnock (D)
Hawaï: Schatz (D) · Hirono (D)
Idaho: Crapo (R) · Risch (R)
Illinois: Durbin (D) · Duckworth (D)
Indiana: Young (R) · Banks (R)
Iowa: Grassley (R) · Ernst (R)
Kansas: Moran (R) · Marshall (R)
Kentucky: McConnell (R) · Paul (R)
Louisiana: Cassidy (R) · Kennedy (R)
Maine: Collins (R) · King (O)
Maryland: Van Hollen (D) · Alsobrooks (D)
Massachusetts: Warren (D) · Markey (D)
Michigan: Peters (D) · Slotkin (D)
Minnesota: Klobuchar (D) · Smith (D)
Mississippi: Wicker (R) · Hyde-Smith (R)
Missouri: Hawley (R) · Schmitt (R)
Montana: Daines (R) · Sheehy (R)
Nebraska: Fischer (R) · Ricketts (R)
Nevada: Cortez Masto (D) · Rosen (D)
New Hampshire: Shaheen (D) · Hassan (D)
New Jersey: Booker (D) · Kim (D)
New Mexico: Heinrich (D) · Luján (D)
New York: Schumer (D) · Gillibrand (D)
North Carolina: Tillis (R) · Budd (R)
North Dakota: Hoeven (R) · Cramer (R)
Ohio: Moreno (R) · Husted (R)
Oklahoma: Lankford (R) · Mullin (R)
Oregon: Wyden (D) · Merkley (D)
Pennsylvania: Fetterman (D) · McCormick (R)
Rhode Island: Reed (D) · Whitehouse (D)
South Carolina: Graham (R) · T. Scott (R)
South Dakota: Thune (R) · Rounds (R)
Tennessee: Blackburn (R) · Hagerty (R)
Texas: Cornyn (R) · Cruz (R)
Utah: Lee (R) · Curtis (R)
Vermont: Sanders (O) · Welch (D)
Virginia: Warner (D) · Kaine (D)
Washington: Murray (D) · Cantwell (D)
West Virginia: Moore Capito (R) · Justice (R)
Wisconsin: Johnson (R) · Baldwin (D)
Wyoming: Barrasso (R) · Lummis (R)
(D): Democraat · (R): Republikein · (O): Onafhankelijk
- International Standard Name Identifier: 0000 0000 3099 3403
- Library of Congress Control Number: n93074895
- Système universitaire de documentation: 144649829
- Biographical Directory of the United States Congress: U000039
- Virtual International Authority File: 36129801
- WorldCat: E39PBJqVRkjyJxrG6hJ4dJb68C